# Dorstenia africana
Dorstenia africana är en mullbärsväxtart som först beskrevs av Louis Antoine François Baillon, och fick sitt nu gällande namn av C.C. Berg. Dorstenia africana ingår i släktet Dorstenia och familjen mullbärsväxter. Inga underarter finns listade i Catalogue of Life.